# Emperador Xian de Han
Liu Xie, conegut com a Emperador Xian de Han (xinès tradicional: 漢獻帝, xinès simplificat: 汉献帝, pinyin: Hàn Xiàn dì, Wade-Giles: Han Hsien-ti) (2 d'abril 181 - 21 d'abril de 234). Regnà del 28 de setembre del 189 fins al 25 de novembre del 220). Va ser l'últim emperador de la Dinastia Han xinesa. Va ser forçat a abdicar en favor de Cao Pi i se li donà el títol del Duc de Shanyang.